# Клонард
Клонард (англ. Clonard; ирл. Cluain Ioraird) — село в Ирландии, находится в графстве Мит (провинция Ленстер). Местная достопримечательность — воздвигнутый в VI веке монастырь.

## Демография
Население — 347 человек (по переписи 2006 года). В 2002 году население составляло 248 человек. 
Данные переписи 2006 года:
| Общие демографические показатели |               |                               |                               |      |      |
| Всё население                    | Всё население | Изменения населения 2002—2006 | Изменения населения 2002—2006 | 2006 | 2006 |
| 2002                             | 2006          | чел.                          | %                             | муж. | жен. |
| 248                              | 347           | 99                            | 39,9                          | 184  | 163  |